# Viaggio nel mondo che non c'è
Viaggio nel mondo che non c'è (A Wrinkle in Time) è un film per la televisione del 2003 per la regia di John Kent Harrison prodotto dalla Disney, basato sul romanzo per ragazzi di Madeleine L'Engle Nelle pieghe del tempo (A Wrinkle in Time) e sceneggiato da Susan Shilliday.

## Trama
Meg Murry sta avendo un momento difficile. Suo padre, l'astrofisico dott. Jack Murry, è misteriosamente scomparso. Il suo giovane fratello, Charles Wallace, un genio, è infastidito e sminuito ed è considerato uno stupido perché non rivolge la parola a nessuno al di fuori della sua famiglia. Meg non va d'accordo con i suoi coetanei, con gli insegnanti, con i suoi fratelli gemelli di 10 anni, e persino con se stessa.
In questa situazione infelice giunge una sconosciuta, la misteriosa Signora Cosè, che veste in un modo molto strano, e le sue amiche la Signora Chi e la signora Quale. Esse portano Meg, Charles Wallace e il loro nuovo amico Calvin O'Keefe via tesseract su altri pianeti, preparando i ragazzi per una missione il cui obiettivo è salvare il dott. Murry dal malevolo "IT" sul pianeta Camazotz. Lungo il percorso essi cavalcano una bellissima creatura alata (che è la signora Cosè trasformata), e vengono a conoscenza di un'ombra di un male tangibile conosciuto come la Cosa Nera, e visitano la Medium Felice.
Una volta giunti a Camazotz, tuttavia, sta a Meg, Calvin e Charles Wallace affrontare i pericoli della CENTRALE dell'Intelligenza Centrale, aiutati solamente l'un l'altro e da un paio di occhiali della signora Chi. Essi trovano e salvano il Dr. Murry, ma Charles Wallace è attirato via dalla sua famiglia da un agente di IT, l'Uomo con gli Occhi Rossi, e così cade sotto il controllo di IT. Il dott. Murry cerca di portare via da Camazotz se stesso, Meg e Calvin con un TESP-ACT, ma Charles Wallace è lasciato indietro, intrappolato nella mente di IT. Arrabbiata con suo padre, Calvin Meg stessa per il fatto di abbandonare Charles Wallace, Meg viene curata dalla Zia Bestia che è cieca in modo materno sul pianeta Ixchel, e discute con la Signora Quale per tornare sul pianeta Camazotz per salvare il fratello. Ritornata da sola a Camazotz, Meg deve trovare una qualità in sé stessa — l'amore — per liberare Charles Wallace, e eventualmente liberare anche il pianeta Camazotz allo stesso modo.

## Produzione
Originariamente prodotto come miniserie televisiva,  Viaggio nel mondo che non c'è a un certo punto è stato interrotto nel febbraio 2002. È stato rinviata, invece, riprogrammata per il mese di febbraio 2003, rinviato ancora una volta, ridotto a 128 minuti, in onda in un unico blocco di tre ore il 10 maggio del 2004.

## Distribuzione
Il film è stato successivamente distribuito in DVD il 16 novembre 2004, ISBN 0-7888-4336-2. I contenuti speciali includono scene tagliate, un segmento "dietro le quinte", e un'intervista "molto rara" con Madeleine L'Engle che parla del libro.

## Accoglienza
In un botta e risposta con la reporter Melinda Henneberger della MSNBC/Newsweek Entertainment, L'Engle ha detto del film: "Oh sì [L'ho visto]... mi aspettavo che fosse brutto, e lo è."
Viaggio nel mondo che non c'è è stato premiato al Toronto Children's Film Festival nel 2003. Qui vinse il Premio Miglior Film (Best Feature Film Award) per il festival del 2003, poiché scelto "dal pubblico Sprockets".